# أباكافير/دولوتغرافير/لاميفودين
أباكافير/دولوتغرافير/لاميفودين واسمه التجاري ترايوميك هو دواء مركب طورته فييف، يحتوي على أباكافير ولاميفودين ودولوتغرافير.
رخصت إدارة الغذاء والدواء بتاريخ 22 آب 2014 استخدامه في علاج متلازمة العوز المناعي المكتسب.